# Ташкіно
Та́шкіно (рос. Ташкино, ерз. Ташкино) — селище у складі Ічалківського району Мордовії, Росія. Входить до складу Берегово-Сиресівського сільського поселення.

## Населення
Населення — 11 осіб (2010; 3 у 2002).
Національний склад (станом на 2002 рік):
- ерзяни — 67 %
- росіяни — 33 %